# Андре-Адольф-Ежен Дісдері
Андре-Адольф-Ежен Дісдері (фр. André-Adolphe-Eugène Disdéri, 1819—1889) — французький фотограф, який почав кар'єру як дагерротипіст, але увійшов в історію завдяки патенту на винахід способу виготовлення фотографій на візитних картках, яка зробила його всесвітньо відомим.

## Біографія
У молодості Дісдері пробував себе в кількох професіях, одночасно вивчаючи мистецтво. Він почав кар'єру фотографа як дагерротипіст у Бресті 1848 або 1849 року, але приблизно в грудні 1852- січні 1853 переїхав до Ним, де співпрацював з Е.Боєром і Ж.Лораном, які займалися хімічними експериментами в галузі фотографії. Через рік після переїзду в Ним Дісдері перебрався в Париж, де розробив і 1854 року запатентував «карт де візит» — фотоапарат з чотирма об'єктивами, який робив вісім невеликих фотографій розміром 3,25 × 1,125 дюйма на «повній» фотоплатівці формату 6,5 × 8,5 дюйма. Ці вісім світлин, кожна з яких була візитною карткою розміром 4 × 2,5 дюйма, продавали приблизно за 4 долари, більш ніж удвічі дешевше, ніж звичайно просили фотографи-портретисти за один повнорозмірний відбиток. Це був перший у світі патент на візитні картки. Дісдері також винайшов подвійну форматну камеру.
Технологія Дісдері мала величезний успіх і швидко поширилася в усьому світі. За оцінкою одного німецького туриста, студія Дісдері в Парижі «стала» Храмом фотографії " - місцем, унікальним за своєю розкішшю і елегантністю. Щодня він [Дісдері] продає портрети [на суму] від трьох до чотирьох тисяч франків". Виготовлення недорогих світлин у великих кількостях призвело до швидкого занепаду дагерротипії, а також перетворило візитні картки на предмет колекціонування. Величезний попит мали візитки знаменитостей, які поклали початок культу «зірок» в Європі і США.
Великий французький фотограф Надар, який був конкурентом Дісдері, написав у своїй автобіографічній книзі «Коли я був фотографом» (фр. Quand j'étais photographe) про появу візитних карток Дісдері: "Це означало катастрофу. Вам доводилося або піддаватися, тобто слідувати тренду — або йти у відставку". 
На вершині своєї кар'єри Дісдері був надзвичайно багатим і популярним, але з 1866 року попит на візитні картки його формату впав так само стрімко, як і ріс спочатку. Дісдері всіляко прагнув повернути до життя свій згасальний бізнес, намагався друкувати світлини на шовку, на кераміці, але його спроби не мали успіху — він став жертвою власного винаходу: масового виготовлення дешевих візитних карток, і до кінця життя залишився без гроша. Він помер 4 жовтня 1889 року в Парижі в госпіталі Святої Анни — притулку для «незаможних, алкоголіків і душевнохворих».

## Галерея

Фото Дисдери
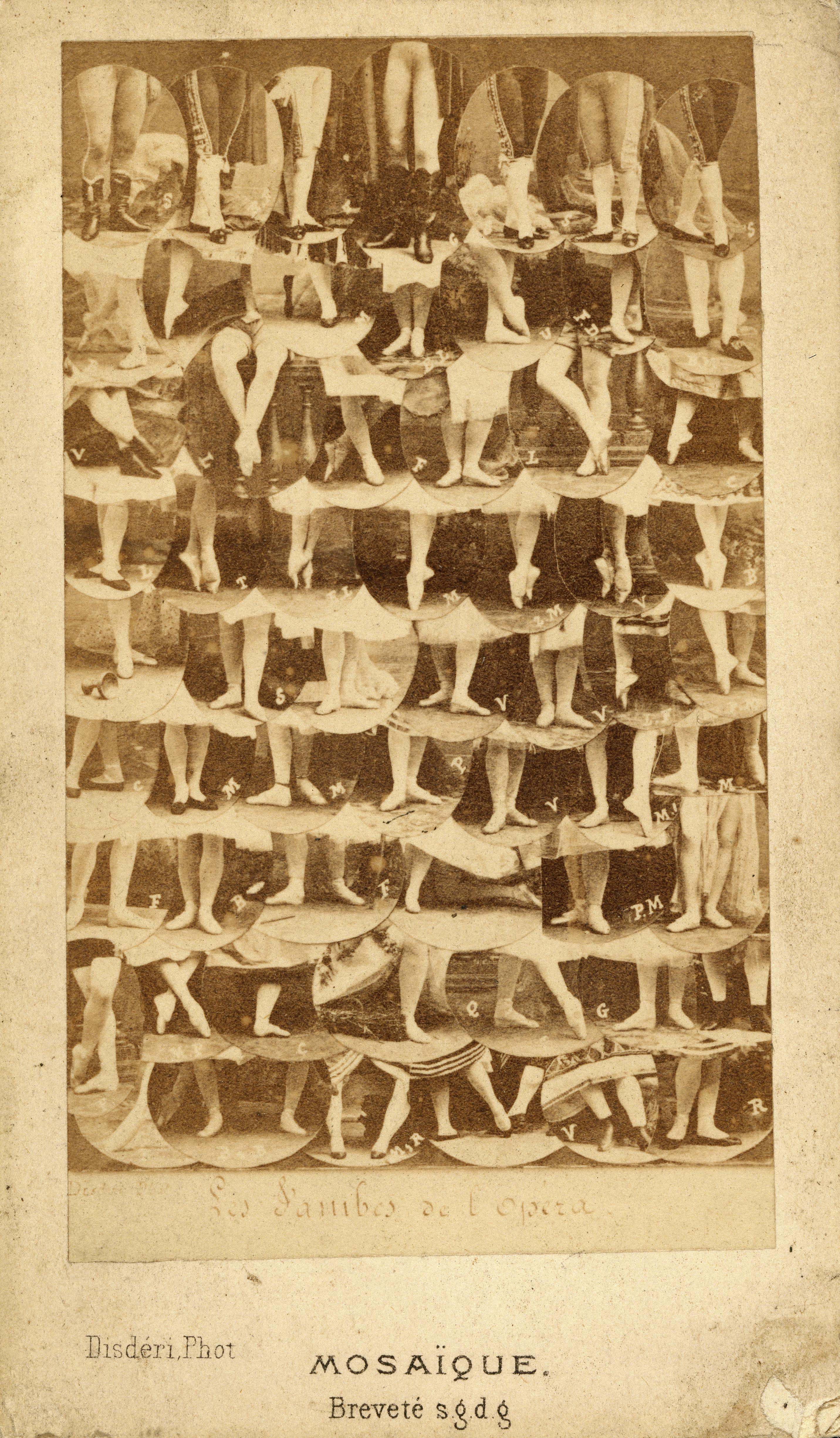
Ноги опери (приблизно 1862), Лос-Анжелес, Центр Гетти
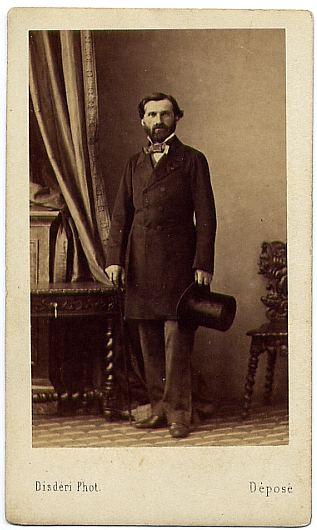
Фотопортрет Джузеппе Верді у форматі візитної картки. Париж, музей Орсе
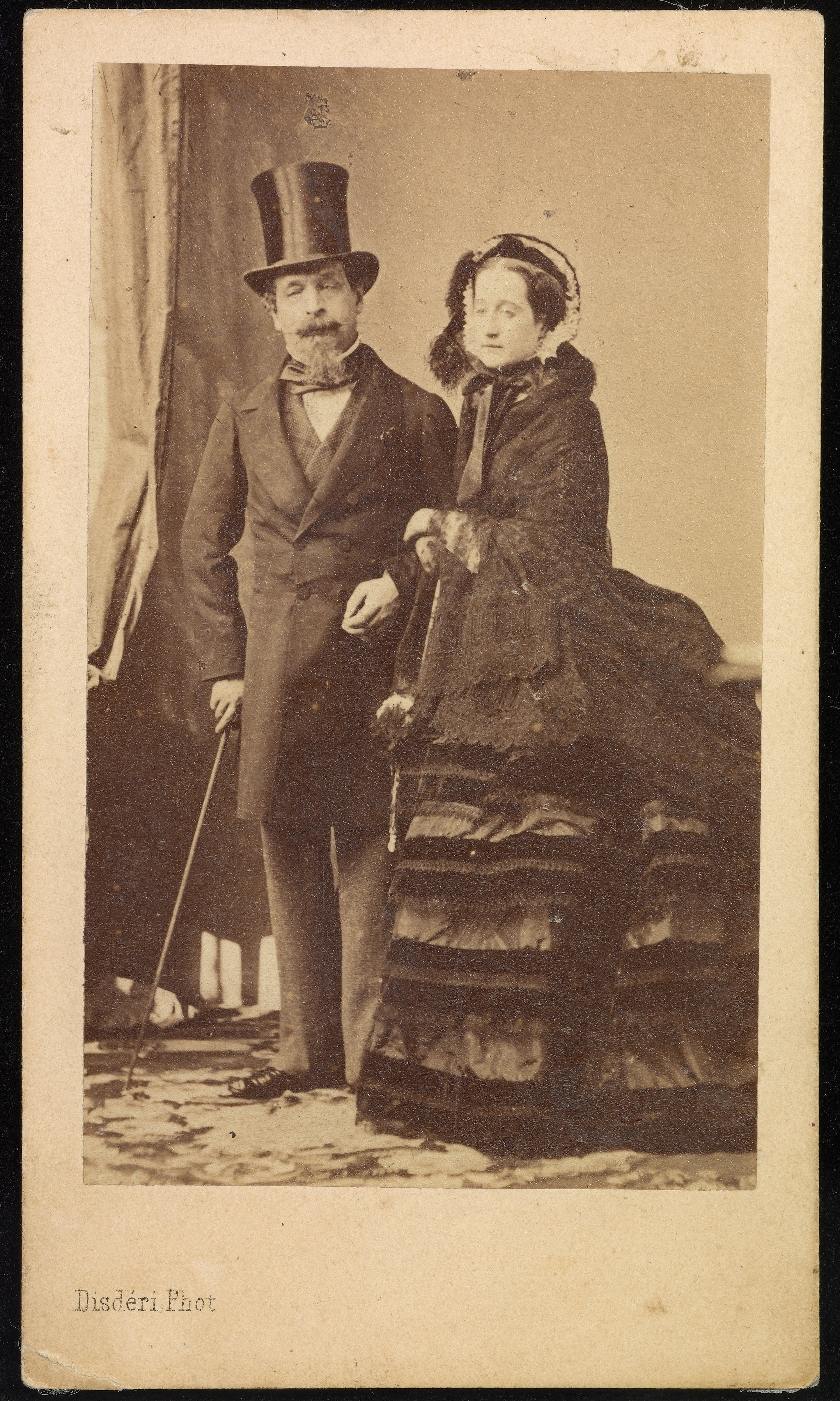
Наполеон III з дружиною Євгенією (прибл. 1870), Лос-Анжелес, Центр Гетти
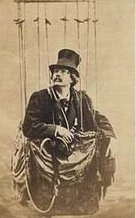
Візитна картка Надара

## Зноски
1. ↑  https://ellesaussi.wordpress.com/genevieve-elizabeth-francart-disderi-ca-1817-1878/
2. 1 2  Національний музей Швеції — 1792.
3. 1 2  Encyclopædia Britannica
4. ↑  Deutsche Nationalbibliothek Record #123989272 // Gemeinsame Normdatei — 2012—2016.
5. 1 2  Archivio Storico Ricordi — 1808.
6. 1 2  Artists + Artworks
7. ↑  Museum of Modern Art online collection
8. ↑  Identifiants et Référentiels — ABES, 2011.